# Sabien Lahaye-Battheu
Pour les articles homonymes, voir Lahaye.
Sabien Agnes Yvonne Lahaye, née Battheu le 5 août 1967 à Poperinge est une femme politique belge flamande, membre du OpenVLD.
Elle est licenciée en droit et avocate.

## Fonctions politiques
- Ancienne conseillère province de Flandre-Occidentale.
- Conseillère communale de Poperinge.
- Ancienne présidente du CPAS de Poperinge.
- Députée fédérale  depuis le 18 mai 2003.